# Marcos Gelabert
Marcos Gelabert (ur. 16 września 1981 w General Pico) – argentyński piłkarz, występujący na pozycji defensywnego pomocnika. Od 2013 jest graczem Tigre Buenos Aires.

## Kariera
Piłkarską karierę rozpoczynał w Estudiantes de La Plata grającym w Primera División. Rozegrał tam ponad 100 spotkań, a następnie przeszedł do szwajcarskiego pierwszoligowca FC Sankt Gallen w 2006 roku. Marcos został podstawowym graczem St. Gallen jednak odszedł po 2 latach, gdy klub spadł do Challenge League. Nowym klubem Gelaberta zostało FC Basel w którym zadebiutował w wygranym 2-1 meczu z BSC Young Boys na Stade de Suisse. Pierwszy mecz w europejskich pucharach zagrał przeciwko Vitóri Guimarães w eliminacjach Ligi Mistrzów UEFA. Pierwszego gola zdobył natomiast przeciwko FC Aarau na Stadion Brügglifeld. Latem 2010 roku podpisał kontrakt z Neuchâtel Xamax. W sezonie 2012/2013 grał w Estudiantes, a latem 2013 przeszedł do Tigre Buenos Aires.